# Федоров Віктор Степанович
Віктор Степанович Федоров (29 травня 1912, аул Армавірський Лабінського відділу Кубанської області, тепер місто Армавір Краснодарського краю, Російська Федерація — 1 лютого 1990, місто Москва) — радянський державний діяч, голова Державного комітету Ради міністрів СРСР із хімії, міністр нафтопереробної і нафтохімічної промисловості СРСР. Кандидат у члени ЦК КПРС у 1961—1976 роках. Член ЦК КПРС у 1976—1986 роках. Депутат Верховної Ради СРСР 5—11-го скликань. Кандидат технічних наук (1938), доцент (1939). Герой Соціалістичної Праці (24.01.1944).

## Життєпис
Народився в родині робітника. Трудову діяльність розпочав у 1926 році учнем слюсаря нафтопромислу в місті Грозному, закінчив школу бригадного учнівства.
У 1928—1932 роках — студент Грозненського нафтового інституту. У 1932—1937 роках — аспірант Грозненського нафтового інституту. Одночасно у 1935—1937 роках — викладач кафедри хімії і технології нафти Грозненського нафтового інституту.
У 1937—1938 роках — завідувач кафедри хімії і технології нафти Грозненського нафтового інституту.
У 1938—1940 роках — директор Грозненського нафтового науково-дослідного інституту.
Член ВКП(б) з 1939 року.
У 1940—1941 роках — заступник начальника Грозненського нафтокомбінату. У 1941—1943 роках — керуючий тресту «Грознафтозаводи». У 1943—1945 роках — начальник Грозненського нафтокомбінату. У 1945—1946 роках — начальник об'єднання «Грознафтозаводи».
Указом Президії Верховної Ради СРСР від 24 січня 1944 року за видатні заслуги в справі збільшення видобутку нафти, вироблення нафтопродуктів, розвідки нових родовищ і буріння нафтових свердловин Федорову Віктору Степановичу присвоєно звання Героя Соціалістичної Праці з врученням ордена Леніна і золотої медалі «Серп і Молот».
У 1946—1948 роках — заступник міністра нафтової промисловості південних і західних районів СРСР. У 1948—1951 роках — заступник міністра нафтової промисловості СРСР. У 1951—1952 роках — 1-й заступник міністра нафтової промисловості СРСР.
У 1952—1954 роках — начальник будівництва Ангарського нафтохімічного комбінату Іркутської області.
У 1954—1957 роках — 1-й заступник міністра нафтової промисловості СРСР.
19 травня 1957 — серпень 1958 року — голова Ради народного господарства (раднаргоспу) Башкирського економічного адміністративного району.
20 серпня 1958 — 21 січня 1963 року — голова Державного комітету Ради міністрів СРСР із хімії. У січні — березні 1963 року — голова Державного комітету із хімії при Держплані СРСР.
У березні — травні 1963 року — 1-й заступник голови Державного комітету із хімії при Держплані СРСР. У травні 1963 — січні 1964 року — 1-й заступник голови Державного комітету хімічної та нафтової промисловості при Держплані СРСР.
24 січня 1964 — 2 жовтня 1965 року — голова Державного комітету нафтопереробної і нафтохімічної промисловості при Держплані СРСР — міністр СРСР.
2 жовтня 1965 — 18 жовтня 1985 року — міністр нафтопереробної і нафтохімічної промисловості СРСР.
З жовтня 1985 року — персональний пенсіонер союзного значення в Москві.
Помер 1 лютого 1990 року. Похований в Москві на Троєкуровському цвинтарі.

## Нагороди
- Герой Соціалістичної Праці (24.01.1944)
- п'ять орденів Леніна (6.02.1942; 24.01.1944; 28.05.1948; 28.05.1966; 26.05.1972)
- орден Жовтневої Революції (28.05.1982)
- орден Трудового Червоного Прапора (28.05.1962)
- медаль «За трудову доблесть» (6.10.1952)
- медаль «За трудову відзнаку» (15.05.1951)
- медалі
- Сталінська премія ІІ ст. (1942) — за розробку і впровадження в промисловість методу збільшення вироблення авіабензину на діючих установках і заводах
- Сталінська премія І ст. (1948) — за докорінне удосконалення методів отримання нафтопродуктів, яке забезпечило значне розширення ресурсів високоякісних бензинів